# L'Orphelin de Paris
L'Orphelin de Paris és una pel·lícula muda francesa dirigida per Louis Feuillade el 4 d'abril de 1924.

## Estructura
La pel·lícula es compon de 6 episodis :
1. Un détective de quinze ans
2. Un secret de famille
3. Sur la piste
4. L'Homme de la montagne
5. Bas le masque
6. L'Abîme

## Repartiment
- René Poyen - El detectiu Félix Perrin
- Fernand Herrmann - El detectiu Claudin
- Alice Tissot - Mlle Palmyre
- Bouboule - Josette
- Henri-Amédée Charpentier - L'oncle Constant
- Émile André - M. Decoudray
- Madeleine Groussé - Suzette
- Lucien Desplanques
- Nina Orlova